# Московская улица (Пенза)
Моско́вская у́лица — улица в Пензе, расположенная в историческом, административном и торговом центре города. Проходит от Соборной площади до Железнодорожной улицы.

## История
Московская улица является одной из старейших улиц Пензы, она появилась почти одновременно с возникновением города в середине XVII века. Улица начиналась от северной стены городской крепости и спускалась вниз под гору через посад. Первоначально улица называлась Спасской, поскольку начиналась она от Спасской крепостной башни, названной так по близлежащей церкви. В связи с разрастанием городского посада, где селились служилые люди, улица стала называться Большой посадской. В XVIII веке она стала главной улицей Пензы и её стали называть Московской, так как по этой улице через Московскую заставу, находившуюся в том месте, где сейчас железнодорожный переезд на стыке улиц Каракозова, Огородной и Пролетарской, шла дорога на Москву.
Московская улица всегда была центром городской торговли и с течением времени эта характерная специализация её постоянно углублялась. Именно на Московской пензенское купечество стало строить первые в Пензе двухэтажные дома. К 1863 году Московская улица была полностью вымощена. В 1905 году улица стала освещаться электрическими фонарями. В подгорной части улица Московская пересекала Базарную площадь, образуя сплошные торговые ряды. На этой Московской линии Базарной площади на деньги купечества была возведена Петропавловская церковь, украшенная голубыми изразцами (на месте церкви находится жилой дом). На той же линии были отстроены мясной и рыбный пассажи, ставшие подлинным украшением города и сохранившиеся до настоящего времени.
После того, как была проложена Сызрано-Вяземская железная дорога, Московская улица перестала служить главным въездом в город, так как в своей северной части была разделена железнодорожной линией. Это способствовало освоению нижней части улицы богатым купечеством, отстраивавшим престижные доходные дома и особняки. К началу XX века практически в каждом доме размещался магазин или иное коммерческое предприятие: гостиница, ресторан, фотоателье, кофейня, аптека и пр.
В 1916 году на Базарной площади Пензы (в нижней части Московской улицы) было открыто специально построенное для театра здание «Народного дома им. Императора Александра II». На его сцене до 2008 года играл свои спектакли Пензенский областной драматический театр имени А. В. Луначарского.
В 1919 году Московская улица была переименована в Интернациональную, а с 1937 года ей вернули прежнее название — Московская. В 1929 году А. В. Луначарский писал об этой улице: «Длинная, чуть ли не с бывший Невский проспект улица, имеющая форму седла».
Основные этапы эволюции Московской улицы в художественной форме можно прочитать на сайте Станислава Ткаченко «Пенза которой нет»:
В 1954 году в сквере напротив театра открыт памятник В. Г. Белинскому, в 1958 году на месте Базарной площади было построено здание областной администрации и сюда переместился административный центр города, в 1960 году — гостиница «Россия», в 1978 году — цветомузыкальный фонтан. В конце XX века участок Московской улицы от улицы Кураева до улицы Бакунина стал пешеходной зоной. Это дало возможность называть улицу «пензенским Арбатом». Здесь же издаётся газета «Улица Московская».
В результате пожара, произошедшего 2 января 2008 года, здание драматического театра сгорело дотла, но уже 5 марта 2010 года первых зрителей приняло новое здание театра, которое было возведено на месте прежнего.

## Места притяжения
В настоящее время на Московской улице располагаются:
Театры
- Пензенский областной драматический театр имени А. В. Луначарского

Государственные учреждения
- Здание областного правительства, построенное в 1958 году как Дом Советов[3]
- Пензенское региональное отделение Фонда социального страхования РФ
- Администрация Железнодорожного района

Гостиницы
- Гостиница «Россия»
- Гостиница «Старый город»

Торгово-развлекательные комплексы
- Торгово-развлекательный центр «Пассаж»
- Торгово-развлекательный центр «Высшая Лига»
- Торгово-офисный центр «Гермес»
- Торговый центр «Гостиный Двор»
- Торговый центр «Арбат»
- Торговый дом «Сура»
- Торговый центр «Империя»

Издательский дом
- Издательский дом «Валентин Мануйлов» (газета «Улица Московская»)

К Московской улице прилегают Фонтанная площадь, площадь Ленина, Соборная площадь, Театральная площадь, сквер им. Дениса Давыдова, сквер «Копилка пословиц», сквер им. В. Г. Белинского — излюбленные места отдыха горожан.